# 徳永光俊
徳永 光俊（とくなが みつとし、1952年12月21日 - ）は、日本の経済学者、農学博士。専門は、日本経済史・地域文化論。大阪経済大学第13代学長。
愛媛県松山市出身。松山東高校から京都大学農学部卒。

## 人物・経歴
学歴
- 1975年 京都大学農学部農林経済学科卒業
- 1977年 京都大学大学院農学研究科農林経済学専攻修士課程修了
- 1980年 京都大学農学研究科農林経済学専攻後期博士課程単位取得満了

学位
- 1989年 京都大学より農学博士の学位を取得、論文の題は「農業技術の社会文化史：大和農法の構造と展開」[1]

職歴
- 1985年 大阪経済大学経済学部専任講師
- 1990年 大阪経済大学経済学部助教授
- 1997年 大阪経済大学経済学部教授
- 2010年 大阪経済大学第13代学長
- 2013年 再び学長に指名された。2016年まで学長として就任。
- 2016年 再び学長に指名された。2019年まで学長。

## 所属学会等
- 日本農業経済学会
- 関西農業史研究会（主宰）
- 国際農業博物館会議（評議員）

## 主著
- 『日本農書全集』第Ⅱ期全37巻（共編）農山漁村文化協会、1993～1999年
- 『日本農法の水脈：作りまわしと作りならし』（単著）農山漁村文化協会、1996年
- 『日本農法史研究：畑と田の再結合のために』（単著）農山漁村文化協会、1997年
- 『日本農法の天道：現代農業と江戸期農書』（単著）農山漁村文化協会、2000年
- 『社会経済史学の誕生と黒正巌』(共編）思文閣出版、2001年
- 『飛脚問屋井野口屋記録』第1-4巻、（渡邊忠司共編・翻刻）思文閣出版、2001～2004年
- 『写真でみる朝鮮半島の農法と農民』（共編著）未来社、2002年
- 『黒正厳著作集』全７巻（共編著）思文閣出版、2002年
- 『経済史再考：日本経済史研究所開所70周年記念論文集』（共編著）思文閣出版、2003年
- 『黒正巌と日本経済学』（編著）思文閣出版、2005年
- 『歴史と農書に学ぶ日本農法の心土：まわし・ならし・合わせ』（単著）農山漁村文化協会、2019年

## その他
2010年11月より、学長自らがどの様な大学作りを目指しているのか、どのような仕事をし、考えているのか伝達する媒体として「野風草だより」というページを大阪経済大学HP内に開設していた。